# 桑島由一
桑島由一（日语：くわしま よしかづ、1977年9月26日—），日本的男性輕小說作家，也是遊戲劇本作家、插畫家與作詞家。東京都目黑區出身。
遊戲的代表作為與山口昇（ヤマグチノボル）合作劇本的Green Green，中譯為青青校樹、或鐘之音學園，
曾移植到PS2與XBOX上，2003年也改編為TV動畫與OVA。小說代表作為『神樣家族』在2006年被動畫化。

## 主要作品

### 小說
MEDIA FACTORY・MF文庫J
- 神樣家族
- 南青山少女ブックセンター
- Green Green 青青校樹、鐘之音學園
- Green Green 男孩女孩

集英社・スーパーダッシュ文庫
- TO THE CASTLE
- TO THE CASTLE DISCO UNDERGROUND

角川書店・角川スニーカー文庫
- 大沢さんに好かれたい。

マイクロマガジン・二次元ドリームノベルズ
- 魔法少女リオ

### 書籍
- 宅到家完全手冊（英知出版）
- MOETAN～萌單Ⅱ～上卷（劇情故事執筆）（三才BOOKS）
- MOETAN～萌單Ⅱ～下卷（劇情故事執筆）（三才BOOKS）

### 作詞
- Brand New Morning (神樣家族OP)
- 図書館では教えてくれない、天使の秘密（神樣家族ED）
- きっとずっときっとね（神樣家族 應援願望的主題歌）
- Green Green (Green GreenOP)
- 星空（Green Green）
- 男の子（Green Green）
- 空に届く（Green Green）
- スクールバス（Green Green）
- 彩り（Green Green）
- 樂園之翼(灰色的果實OP)

### 遊戲作品
- Canary ～この想いを歌に乗せて～
- 青青校樹
- 魔女的茶會
- 私立秋葉原學園
- ガッデーム&ジュテーム
- CARNIVAL
- Green Green2 恋のスペシャルサマー
- Re:
- ボンバーヘッヘ
- 灰色的果實
- 灰色的迷宮
- 灰色的樂園
- Innocent Girl

## 外部連結
- クリアラバーソウル （页面存档备份，存于）（公式網站）